# Idempotenza
In informatica, in matematica, e in particolare in algebra, l'idempotenza è una proprietà delle funzioni per la quale applicando molteplici volte una funzione data, il risultato ottenuto è uguale a quello derivante dall'applicazione della funzione un'unica volta.
In particolare può caratterizzare endofunzioni, ovvero operazioni unarie, operazioni binarie ed elementi di strutture algebriche dotate di un'operazione binaria, cioè elementi di magmi e di loro arricchimenti (in particolare di anelli e di algebre).

## Definizione
Un'operazione unaria idempotente entro un certo insieme {\displaystyle S} è una funzione del tipo:
{\displaystyle T:S\rightarrow S|\forall x\in S~:~T(T(x))=T(x)\quad \mathrm {ovvero} \quad T\circ T=T}
Ogni endofunzione idempotente entro un qualsiasi insieme è un'unione funzionale di collassi. In particolare trasformazioni lineari idempotenti di uno spazio vettoriale {\displaystyle V} sono i proiettori sopra i sottospazi di {\displaystyle V}.
Un'operazione binaria idempotente entro un certo insieme {\displaystyle S} è una funzione del tipo:
{\displaystyle ~*:S\times S\rightarrow S|\forall x\in S~:~x*x=x}
Esempi di operazioni binarie idempotenti sono l'unione e la intersezione di insiemi, le operazioni logiche di AND e OR, il massimo comun divisore e il minimo comune multiplo di interi positivi, le operazioni di giunzione o estremo superiore (sup) e di incontro o estremo inferiore (inf) di un reticolo o di un semireticolo.
Si osserva che la nozione di endofunzione idempotente si riconduce a quella di operazione binaria idempotente relativa al caso particolare dell'operazione di composizione di endofunzioni.
Se {\displaystyle (S,*,\dots )} è una struttura algebrica avente {\displaystyle S} come insieme sostegno e {\displaystyle *} operazione binaria, si dice elemento idempotente della struttura ogni {\displaystyle e\in S} tale che {\displaystyle e*e=e}. In particolare nell'algebra delle matrici sopra un generico campo {\displaystyle K} sono elementi idempotenti le matrici quadrate diagonali aventi tutte le entrate della diagonale principale uguali a {\displaystyle 1} o {\displaystyle 0} (si osserva che esse costituiscono rappresentazioni di proiettori). Tra le matrici sui reali e sui complessi sono idempotenti anche le matrici quadrate aventi autovalori soltanto {\displaystyle 1} e {\displaystyle 0}. Nell'algebra delle relazioni sono idempotenti le relazioni di equivalenza.

## Idempotenza in informatica
Il termine idempotenza viene usato in accezioni corrispondenti a quella matematica riportata qui sopra, applicato a "funzioni" in senso informatico (ovvero subroutine che producono un valore di ritorno). Lo stesso termine viene usato anche in senso più lato per riferirsi a funzioni prive di effetti collaterali. In questo senso, una funzione è idempotente se non vi è alcuna differenza osservabile fra l'effetto di una singola attivazione della funzione e di N sue attivazioni consecutive effettuate con input identico.